# 트레이더 혼
《트레이더 혼》(Trader Horn)은 미국에서 제작된 W.S. 밴 다이크 감독의 1931년 프리코드 모험, 멜로/로맨스 영화이다. 해리 캐리 등이 주연으로 출연하였고 어빙 탈버그 등이 제작에 참여하였다.

## 출연

### 주연
- 해리 캐리
- 에드위나 부스

### 조연
- 올리브 캐리